# Silvia Westphalen
Pour les articles homonymes, voir Westphalen.
Silvia Westphalen, née en 1961 à Rome, est une artiste péruvienne au parcours international. Actuellement installée à Lima, elle poursuit son œuvre déjà récompensée par divers prix et récompenses[Lesquels ?]. Son matériau de prédilection est le marbre. Elle est également scénographe.